# 深谷シネマ
深谷シネマ（ふかやシネマ）とは、埼玉県深谷市にある映画館（ミニシアター）。映画館を維持管理しているのは、NPO法人市民シアター・エフである。

## 略歴・概要
埼玉県北部に存在する、唯一のミニシアターである。深谷シネマの立地する七ツ梅酒造敷地内には、飲食店やお茶屋・古本屋など関連店舗もあり、映画を楽しんだ観客が歓談するスペースとなっている。また、七ツ梅酒造内ではドラマや映画作品のロケも数多く行なわれている。
全国の映画館数がピークを迎えた1960年の時点では、深谷市の映画館は豊年座、ムサシノ館、電気館の3館が存在していたが、映画の斜陽化で1970年代までにはすべて閉館。深谷市民としては熊谷市や群馬県高崎市が最寄の映画観賞という状況が続いた。
市内にミニシアターを立ち上げるためのサークルが、1999年3月発足。3,300人分の署名が集まり、2000年にNPO法人の認証を受け、同年、市内の洋品店「フクノヤ」の店舗2階に「フクノヤ劇場」としてスタートするも、わずか1年で撤退。その後も市民会館での上映会を行いながら資金を集め、2002年7月27日、銀行店舗の跡地を改装してオープン（座席数は44席）。当初は「チネ・フェリーチェ」（イタリア語で“幸せな映画館”の意味）の名称であったが、地域の人々から「名称が覚えづらい」という声によって、半年後に深谷シネマという名称に変更。「チネ・フェリーチェ」はその愛称となっていた。
2010年4月16日、町の区画整理事業のためそれまでの深谷市仲町から、深谷市深谷町の七ッ梅酒造跡に移転して再オープン。座席数も57席に増え、映写機などの設備もリニューアルした。全国で唯一の造り酒屋を改装した映画館になる。
2013年8月、デジタルシネマシステムが導入された。ただしこれまでのフィルム映写機も引き続き設置され、過去のフィルム作品も上映できる環境となっている。
2020年、名誉館長を務めた映画監督の大林宣彦が死去。
年間入場者は2万3000人程度。ボランティア10人が運営の中心となっているため、年間経費約3500万円に対して収支トントンの経営という。深谷シネマの活動が核となって、深谷市では2004年から映画祭が開催され、映画やテレビドラマのロケーション撮影誘致も年50本程度に達している。

## データ
| 代                    | 住所                   | 座席数 | 備考                   |
| --------------------- | ---------------------- | ------ | ---------------------- |
| 初代 （2002 - 2010）  | 埼玉県深谷市仲町2-25   | 44席   | 現況は「日進堂時計店」 |
| 2代目 （2010 - 現在） | 埼玉県深谷市深谷町9-12 | 57席   |                        |